# Anton Daniel Sonnemann
Anton Daniel Sonnemann (* um 1650 in Lübeck; † 1699 in Frankfurt (Oder)) war ein deutscher Rechtswissenschaftler.

## Leben
Anton Daniel Sonnemann war Sohn des Lübecker Kämmereischreibers Leonhard Sonnemann. Er studierte ab dem 7. Mai 1668 Rechtswissenschaften an den Universitäten Helmstedt und Frankfurt (Oder). In Frankfurt (Oder) wurde er 1674 zum Lizentiaten der Rechte promoviert. Nach einem längeren Aufenthalt in seiner Heimatstadt Lübeck kehrte er 1685 an die Universität Frankfurt zurück und begann eine akademische Laufbahn. Mit der Promotion zum Dr. beider Rechte bei Samuel Stryk wurde er 1685 in Frankfurt außerordentlicher Professor der Rechte mit dem besonderen Lehrauftrag für die Novellen. Anton Daniel Sonnemann starb jung als ordentlicher Professor der Universität Frankfurt.